# Maison de la chevalerie estonienne
La Maison de la chevalerie estonienne (estonien : Eestimaa rüütelkonna hoone) est un bâtiment à Toompea, la partie haute de Vanalinn, le centre-ville historique de Tallinn en Estonie.

## Situation
Elle est à l'adresse Kiriku plats 1 et elle est située sur la même place que la cathédrale Sainte-Marie.

## Histoire
Au XIIIe siècle, l'Estonie est occupée par les chevaliers Porte-Glaive, un ordre religieux de nobles allemands.
Depuis, les nobles allemands seront les véritables dirigeants de l'Estonie.
Ils resteront au pouvoir pendant l'occupation de l'Estonie par la Suède au XVIIe siècle et pendant celle de l'Empire russe au XVIIIe siècle. À cette période, hormis quelques Russes, tous les magistrats sont des nobles allemands.
En tant que grands propriétaires terriens, ils possèdent également de grandes parties du territoire estonien.
De nombreux nobles allemands ont choisi de faire carrière dans l'armée impériale russe.
Les nobles allemands d'Estonie étaient réunis dans la confrérie de la Chevalerie estonienne.
La Maison de la chevalerie estonienne était le bâtiment où les chevaliers se réunissaient et organisaient leurs festivités et où leur registre de pairs était conservé.
Le bâtiment actuel est la quatrième maison de la Chevalerie.
Les deux premiers furent détruits dans des incendies et la troisième maison s'avère bientôt trop petite. Le bâtiment actuel de style néo-Renaissance a été conçu par l'architecte Georg Winterhalter (1822-1894) et construit dans les années 1845-1848.
En 1920, lorsque l'Estonie est devenue indépendante, tous les privilèges des chevaliers allemands ont été abrogés.
Le bâtiment a ensuite été occupé par le ministère des Affaires étrangères de l'Estonie.
Pendant l'occupation soviétique de l'Estonie de 1940 a 1991, le pays n'avait plus de ministère des Affaires étrangères.
Entre 1948 et 1992, le bâtiment a fonctionné comme bibliothèque nationale d'Estonie.
En 1992, la collection de livres a été transférée dans la nouvelle bibliothèque construite dans le quartier de Tõnismäe.
En 1993, une partie de la collection d'art du château de Kadriorg est transferée dans la maison de la chevalerie estonienne car le château de Kadriorg avait besoin d'une restauration.
Après 2000, la collection d'art est progressivement exposée au château de Kadriorg et au Kumu nouvellement construit.
De 2009 a 2016, le bâtiment a hébergé l'Académie estonienne des arts.